# Federigo Enriques
Federigo Enriques (n. 5 ianuarie 1871 la Livorno - d. 14 iunie 1946 la Roma) a fost un matematician italian.
Este cunoscut pentru contribuțiile aduse în domeniul geometriei algebrice și mai ales în cel al suprafețelor algebrice.
A făcut parte din școala geometrico-algebrică italiană.
Din 1896 a fost profesor la Universitatea din Bologna, iar din 1923 la Universitatea din Roma.
A fost membru al "L’Accademia Nazionale dei Lincei" din Roma.

## Activitate științifică
A adus contribuții în geometrie studiind geometric suprafețe algebrice.
A stabilit mai multe teoreme fundamentale asupra clasificării suprafețelor algebrice.
De asemenea, a propus un sistem de axiome și în domeniul geometriei proiective.
Deși majoritatea cercetărilor sale se referă la teoria geometrică a funcțiilor și a ecuațiilor algebrice, a activat și în domeniul filozofiei și a istoriei matematicii.
S-a preocupat și de metoda predării geometriei în școlile medii.

## Scrieri
- 1893: Richerche di geometria sulle superficie algebriche, care conține numeroase aspecte noi ale geometriei algebrice
- 1903: Geometria elementare
- 1907: Prinzipien der Geometrie (Leipzig)
- 1926: Lezione di geometria proiettiva (Bologna), care este cel mai apreciat tratat de geometrie modernă
- Teoria geometrica delle equazioni
- Les concepts fondamentaux de la science.

1. 1 2  Federigo Enriques, SNAC, accesat în 9 octombrie 2017
2. 1 2 3 4  www.accademiadellescienze.it, accesat în 1 decembrie 2020
3. 1 2 3 4  ENRIQUES, Federigo, Dizionario Biografico degli Italiani, 1993, accesat în 18 decembrie 2023
4. 1 2 3  Elenco degli alunni della Scuola Normale Superiore di Pisa dal 1847 al 1970[*], p. 30 Verificați valoarea |titlelink= (ajutor)
5. ↑  Autoritatea BnF, accesat în 10 octombrie 2015
6. 1 2  Czech National Authority Database, accesat în 1 martie 2022
7. ↑  CONOR.SI[*] Verificați valoarea |titlelink= (ajutor)
8. 1 2 3 4 5  MacTutor History of Mathematics archive
9. ↑  Google Cărți, p. 126
10. 1 2  Genealogia matematicienilor